# Canefri (cognome)
Canefri è un cognome storico appartenente a famiglia italiana estinta nel XIX secolo. Fu presente quasi esclusivamente in Piemonte e Liguria.

## Etimologia
Dal greco canéfori: portatori di doni sacri.

## Toponomastica
Vie in Alessandria (Cesare Canefri), Genova (Sant'Ugo), Castellazzo Bormida (Canefri).

## Varianti
Varianti storiche: Canefro, Canefra.

## Persone
- Ugo Canefri (1148 - 1233), rettore della Commenda di San Giovanni di Pré in Genova e santo. La sua appartenenza alla famiglia Canefri è in realtà frutto di una falsificazione settecentesca ad opera di Cesare Nicola Canefri[1]
- Cesare Nicola Maria Canefri (1710 - 1778) storico e falsario alessandrino[2]
- Cesare Niccolò Canefri (1752 - 1800) medico naturalista, chimico, professore all'Università di Genova
- (Fabrizio Gaetano) Vincenzo Canefri (1794 - 1881) console del Regno sardo in Corsica
- Cesare Maria Tapparone Canefri (1838-1891) malacologo
- Arturo Ignazio Carezzano Canefri (1905 - 1942) medico chirurgo, pneumologo all'Istituto di studi scientifico pratici sulla tubercolosi di Genova

## Altro
I Canefri erano presenti in Alessandria alla nascita della città nel XII secolo. La famiglia si è estinta nel 1923 con la morte di Elisa Carezzano - Canefri. Il motto della Casata Grandis causa (per grandi cose) è stato assunto come eredità storica dai suoi discendenti in linea femminile Carezzano Sereni (Lettera del vescovo di Alessandria, monsignor Fernando Charrier, del 6 novembre 1993).

## Galleria d'immagini

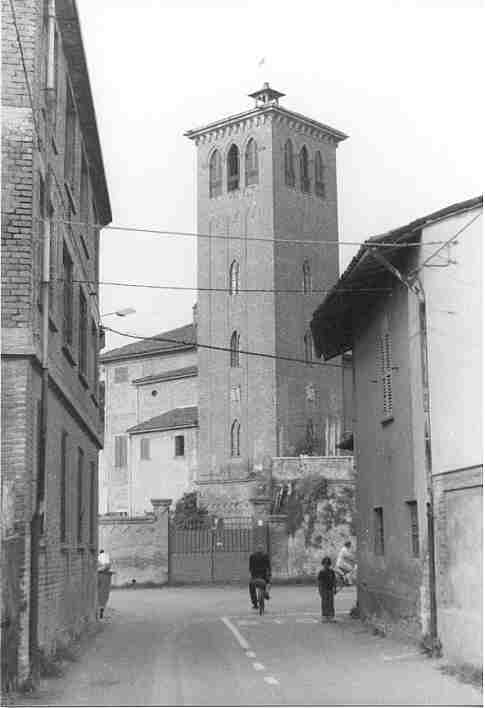
Torre Canefri (Castellazzo Bormida)
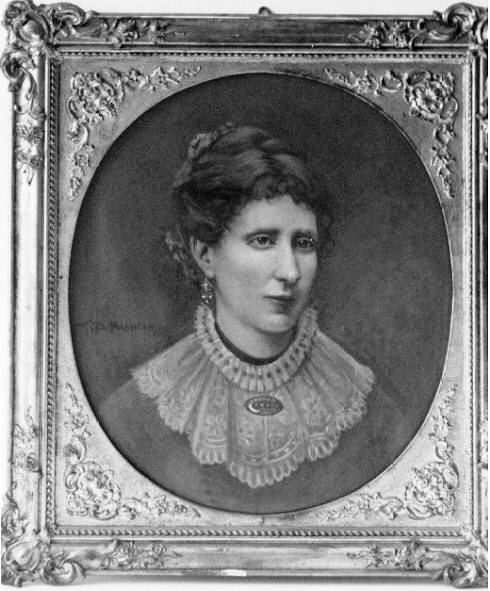
Elisa Carezzano Canefri

### Articoli
- Carla Reschia, E il signor Rossi ha soppiantato i Canefri. Curiosità tra i cognomi di ieri e di oggi, in La Stampa - Edizione di Alessandria, 26 luglio 1989.